# 6. Nemzetközi Fizikai Diákolimpia
A 6. Nemzetközi Fizikai Diákolimpiát (1972) Romániában, Bukarestben rendezték 1972. július 10-11-én. Kilenc ország (újoncok: Franciaország, Kuba) negyvenöt versenyzője vett részt.
A magyar csapat egy I. díjat (aranyérmet) és három III. díjat (bronzérmet) szerzett, ezzel 2. lett az országok közötti pontversenyben. 

(Az elérhető maximális pontszám: 5×60=300 pont volt)

## Országok eredményei pont szerint
|    | Ország        | Pont  | Arany | Ezüst | Bronz |
| -- | ------------- | ----- | ----- | ----- | ----- |
| 1. | Románia       | 223,8 |       |       |       |
| 2. | Magyarország  | 218,4 | 1     | 0     | 3     |
| 3. | Szovjetunió   | 216,6 |       |       |       |
| 4. | NDK           | 192,2 |       |       |       |
| 5. | Franciaország | 185,4 |       |       |       |
| 6. | Lengyelország | 184,8 |       |       |       |
| 7. | Csehszlovákia | 170,1 |       |       |       |
| 8. | Bulgária      | 134,2 |       |       |       |
| 9. | Kuba          | 38,4  |       |       |       |

## A magyar csapat
A magyar csapat tagjai voltak:
| Név          | Iskola                        | Város     | Pontszám | Díj   |
| ------------ | ----------------------------- | --------- | -------- | ----- |
| Szabó Zoltán | Apáczai Csere János Gimnázium | Budapest  | 57       | Arany |
| Imhof Gyula  | Garay János Gimnázium         | Szekszárd | 45       | Bronz |
| Kövér András | Kossuth Lajos Gimnázium       | Debrecen  | 43,2     | Bronz |
| Éber Nándor  | Móricz Zsigmond Gimnázium     | Budapest  | 40,2     | Bronz |
| Gács Lajos   | Landler Technikum             | Budapest  | 33       |       |